# Еспириту Санто (остров)
Еспириту Санто, също Свети Дух (на испански: Espiritu Santo) е остров с вулканичен произход в Тихи океан, на 15°20′00″ ю. ш. 166°50′00″ и. д. / 15.333333° ю. ш. 166.833333° и. д., с площ 3956 км2. Дължината му от север на юг е 145 km, а ширината – до 65 km. Той е най-големият остров на Вануату, включен е в състава на провинция Санма и е първият открит от европейците остров в архипелага Нови Хебриди. 

Тропическите гори на острова са дом на над 170 вида птици и на десетки видове орхидеи. В северните части е разположен първият национален парк на Вануату – Биг Бей, а на западното краибережие се намира полуостров Сакао. Южните и източните части на острова са равнинни, почти напълно заети от плантации. На Еспириту Санто се намира най-високият в архипелага спящ вулкан – Табвемасана, с височина 1877 m.

Населението на острова през 2009 г. е наброявало 39 600 души препитаващи се основно със земеделие – плантации за кокосови палми, кафе, какао, захарна тръстика.
Административен център на острова е град Люганвил, разположен на югоизточния му бряг и е втория по големина град на Вануату

## История
Остовът е открит на 1 май 1606 г. от испанска експедиция, начело с Педро Фернандес де Кирос, който му дава и името Аустралия дел Еспириту Санто. Кирос погрешка решава, че това е континент и го провъзгласява за територия, принадлежаща на испанския крал.
По време на втората световна война, островът е военна база за снабдяване и поддръжка на въоръжените сили на САЩ.
Между май и август 1980 островът става център на въстание за независимост срещу установения от Великобритания и Франция кондоминиум. Въстанието е организирано от движението за независимост на Джими Стивънс.